# Guggenberg (Ottobeuren)
Guggenberg ist ein Gemeindeteil des oberschwäbischen Marktes Ottobeuren im Landkreis Unterallgäu.

## Geografie
Das Dorf Guggenberg liegt etwa einen Kilometer östlich von Ottobeuren an der Staatsstraße 2013 und ist durch diese mit dem Hauptort verbunden.

## Geschichte
1475 erschien das Kloster Ottobeuren in der Ortschaft erstmals als Grundherr. Im Jahre 1564 besaß der Ort 79 Einwohner. Von 1818 bis 1971 bildete das Dorf zusammen mit Dennenberg, Eggisried, Fröhlins, Gumpratsried, Halbersberg, Kloster Wald, Langenberg, Stephansried und Wetzlins eine selbstständige Gemeinde. Am 1. Januar 1972 wurde diese nach Ottobeuren eingemeindet.